# Polizia postale e delle comunicazioni
La Polizia Postale e delle Comunicazioni, fino al 1998 nota semplicemente come Polizia Postale, è una specialità della Polizia di Stato italiana, preposta al contrasto della pedopornografia online, del crimine informatico in genere e di altre frodi con particolare connotazione informatica.

## Storia
Durante il regno d'Italia dal 1925 al 1943 era attiva la Milizia postelegrafonica con ruoli analoghi (per le tecnologie dell'epoca).
La moderna Polizia Postale nacque come Specialità della Polizia di Stato nel 1981 con compiti di tutela della sicurezza, prevenzione e repressione dei crimini in particolare nell'ambito delle attività del Ministero delle poste e delle telecomunicazioni, pun non avendo nessuna dipendenza da esso. Esercitava attività di vigilanza presso Uffici Postali e la scorta ai furgoni blindati delle poste durante le operazioni di trasporto valori. Il personale era inoltre impiegato nei servizi di vigilanza sul trasporto di denaro e valori operato tramite le Ferrovie dello Stato Italiane, in collaborazione con la Polfer. In seguito alle privatizzazioni in Italia, con la nascita di Poste Italiane, poi diventata Poste Italiane SpA, nel 1997 assunse la denominazione di "Polizia Postale e delle Comunicazioni".
Nel 1998, con decreto del ministero dell'Interno del 31 marzo 1998 - che ne ha mutato il nome in Polizia Postale e delle Comunicazioni - e del successivo decreto interministeriale del 19 gennaio 1999, fra l'altro, collabora con l'Autorità per le garanzie nelle comunicazioni la quale nell'assolvere i propri compiti si avvale delle articolazioni periferiche dei compartimenti della polizia postale.
Nell'ottobre 2021 la Polizia Postale e delle Comunicazioni, dalla Direzione centrale delle Specialità, passa alle dipendenze della neo costituita Direzione centrale per la Polizia scientifica e la Sicurezza cibernetica.
Dal 21 ottobre 2022 con decreto del Capo della Polizia - Direttore Generale della Pubblica Sicurezza - , ha assunto un rinnovato assetto organizzativo e nuove denominazioni per gli Uffici territoriali dipendenti. I Compartimenti Polizia Postale e delle Comunicazioni assumono il nuovo nome di Centri Operativi per la Sicurezza Cibernetica (C.O.S.C), ed hanno competenza a livello regionale; le Sezioni Polizia Postale e delle Comunicazioni divengono Sezioni Operative per la Sicurezza Cibernetica (S.O.S.C.) ed hanno competenza in ambito provinciale.

## Organizzazione
Direttore dal gennaio 2022 del Servizio di Polizia Postale e delle Comunicazioni è Ivano Gabrielli.
Con il Decreto interministeriale del 19 gennaio 1999 il Servizio polizia postale e delle comunicazioni, viene indicato quale organo centrale del Ministero dell'interno per la sua sicurezza e la regolarità dei servizi delle telecomunicazioni:
- Il Servizio Polizia postale e delle comunicazioni, con sede a Roma, coordina l'attività dei 20 Compartimenti (ora COSC) di polizia postale, localizzati in tutti i capoluoghi di regione (ad esempio Milano, Firenze, Napoli, ecc.), ad esclusione della Valle d'Aosta, che rientra nelle competenze del Compartimento di Torino. La Regione Siciliana, invece, data la vastità del territorio e del numero di province, è stata suddivisa da alcuni anni in due Compartimenti aventi rispettivamente sede a Palermo (Sicilia Occidentale) e Catania (Sicilia Orientale).
- I Compartimenti della Polizia Postale hanno solitamente competenza regionale e sono generalmente diretti da un Primo Dirigente della Polizia di Stato. I Compartimenti coordinano a loro volta le rispettive Sezioni all'interno del proprio territorio di competenza.
- Le Sezioni della Polizia Postale sono in totale 76 ed hanno competenza provinciale. I responsabili delle Sezioni sono generalmente appartenenti al ruolo Ispettori della Polizia di Stato.

Nel 2022 gli uffici periferici di questa Specialità della Polizia di Stato vengono denominati C.O.S.C. e S.O.S.C. ovvero Centro Operativo Sicurezza Cibernetica e Sezione Operativa Sicurezza Cibernetica. 

## Compiti e competenze
Costituisce il reparto specializzato della Polizia di Stato per tutte quelle attività di prevenzione, controllo e repressione degli illeciti penali ed amministrativi rientranti nella vasta e complessa materia delle comunicazioni, delle attività criminose aventi ad oggetto la Rete Internet ed in generale del crimine informatico. 
Ha l'esclusiva, per legge, sui reati di pedopornografia online. 
Opera in stretta collaborazione con l'Autorità garante delle comunicazioni e gli Ispettorati regionali delle comunicazioni del Ministero dello sviluppo economico. 
Ha stipulato accordi con enti o aziende come ad esempio Poste Italiane, Abi, Grtn, Ferrovie dello Stato, ospedali.
Compie investigazioni di polizia giudiziaria, in via generale per tutti i reati informatici aggiunti, nel tempo, al codice penale, aventi solitamente correlazione al computer-crime / cybercrime / ingegneria sociale, e per tutte le fattispecie criminali che sono poste in essere con l'ausilio dei più recenti strumenti tecnologici/informatici, e/o che mirano a creare danno a questi ultimi. 
L'attività di polizia giudiziaria, non è esclusivamente di web-intelligence (anche col monitoraggio di chat-line, newsgroup, social network, ecc), ma anche in materia di: hacking (intrusioni, danneggiamenti informatici), telefonia (fissa, cellulare, voip), privacy, eventualmente diritto d'autore/copyright (video, musica, pay-tv), e-commerce, vigilanza sulle frequenze radio televisive, frodi legate all'home banking, eversione politica, terrorismo, stupefacenti, armi ed esplosivi, ovvero tutte le fattispecie di reato tradizionali che hanno come fine o strumento per la loro realizzazione il mezzo informatico.
Il Decreto del Ministro dell'Interno datato 28 aprile 2006 ha stabilito che:

Esempio di schermata di un sito con contenuti pedopornografici sequestrato dalla Polizia postale.

È anche impegnata in attività di investigazione per la prevenzione ed il contrasto alle violazioni sul diritto d'autore, settore in cui è particolarmente evidente la contiguità dell'azione investigativa con le competenze di altre forze di polizia italiane ed in particolare con quelle rimesse alla Guardia di Finanza ai sensi dell'art. 2, comma 2, lettera l) del decreto legislativo n. 68 del 2001, le quali possono svolgersi anche attraverso il monitoraggio di internet per individuare le violazioni commesse attraverso la rete. La specialità della Polizia di Stato ha pure il compito di garantire, in via generale, l'integrità e la funzionalità della rete informatica, ivi compresa la protezione delle infrastrutture critiche informatizzate, la prevenzione ed il contrasto degli attacchi di livello informatico alle strutture di livello strategico per il Paese, nonché la sicurezza e regolarità dei servizi di telecomunicazione e il contrasto della pedopornografia on line, anche in relazione a quanto previsto dall'art. 7-bis del decreto-legge 27 luglio 2005, n. 144, convertito, con modificazioni, dalla legge 31 luglio 2005, n. 155, dove sono previsti anche i compiti del Centro nazionale anticrimine informatico per la protezione delle infrastrutture critiche (CNAIPIC), e dall'art. 19 della legge 6 febbraio 2006, n. 38.